# IV. Sulmánu-asarídu
IV. Sulmánu-asarídu asszír király, i. e. 780 és i. e. 772 között uralkodott. III. Adad-nirári legidősebb fia és örököse. Ő maga örökös nélkül halt meg, ezért öccse, III. Assur-dán követte a trónon.
Uralkodásáról kevés információ áll rendelkezésre. Évkönyvei szerint több hadjáratot vezetett Urartu ellen, ám I. Argisti országát ez időben nem lehetett legyőzni. Urartu északról teljesen bezárta Asszíriát, keleten Parsuát és Kussúkhét is meghódította, azaz már Babilon szomszédjává vált. A nyugati végeken az újhettita királyságok elleni hadjáratai azzal fenyegettek, hogy Urartu kijut a Földközi-tengerhez is, és nyugatról is lezárja Asszíria lehetőségeit. Az asszír hadsereg fővezére, Samsu-ilu i. e. 780-778-ban, i. e. 776-ban és i. e. 774-ben is hadjáratokat vezetett, de semmilyen kézzelfogható eredménnyel nem járt. Ennek ellenére az asszír királyi hatalom éppen Samsu-ilu és a nemesség több más tagjának befolyása miatt a mélyponton állt továbbra is. A főnemesség és főpapság mellett egyre nagyobb szerepet kaptak a tartománykormányzók, akik szinte szuverénként viselkedtek, egyesek saját évkönyveket vezettek saját évnevekkel.
Nem kizárt, hogy palotaforradalom végzett Sulmánu-asaríduval nyolc év uralkodás után, mivel északon i. e. 774-ben Argisti már behatolt Babilon területére és a Dijála völgyében kellett a harcot felvenni vele, a nyugati fronton pedig i. e. 773-ban vallott kudarcot. Halála után III. Assur-dán ugyan megszerezte a trónt, de már abban az évben, i. e. 772-ben megkezdődött az i. e. 758-ig tartó zavaros, polgárháborús időszak, miközben az egyetlen posztján maradó főember a hadsereg főparancsnoka, Samsu-ilu volt.